# Daigo Kobajaši
Daigo Kobajaši (japonsko 小林 大悟), japonski nogometaš, * 19. februar 1983.
Za japonsko reprezentanco je odigral eno uradno tekmo.